# La figlia del diavolo (film 1973)
La figlia del diavolo è un film horror per la televisione del 1973 con Shelley Winters, Belinda Montgomery e Robert Foxworth.

## Trama
Diane è una giovane donna che partecipa al funerale di sua madre. Una delle vecchie amiche di sua madre, una donna ricca di nome Lilith, la introduce a un culto satanico (di cui sua madre faceva parte prima di lasciarlo mentre Diane era piccola). I membri della setta hanno tenuto traccia di Diane durante la sua infanzia e adolescenza, e credono che sia la loro "principessa dell'oscurità", insistendo affinché assuma quel ruolo, che Diane rifiuta, inorridita. Molte cose strane accadono a Diane e ai suoi amici mentre la setta cerca di prendere il controllo su di lei. Diane alla fine incontra Steve, un giovane affascinante, e quando si innamora di lui, sente di poter sfidare il culto e vivere la propria vita. Il giorno del suo matrimonio, Diane scopre, con suo shock e orrore, che ci sono condizioni sinistre per il matrimonio, che rendono il suo destino inevitabile quando viene a sapere che Steve è il principe demone che il culto le aveva fatto sposare.